# Allium carinatum
Allium carinatum es una especie de planta bulbosa del género Allium, perteneciente a la familia de las amarilidáceas, del orden de las Asparagales. Originaria de Europa hasta el norte de Turquía.

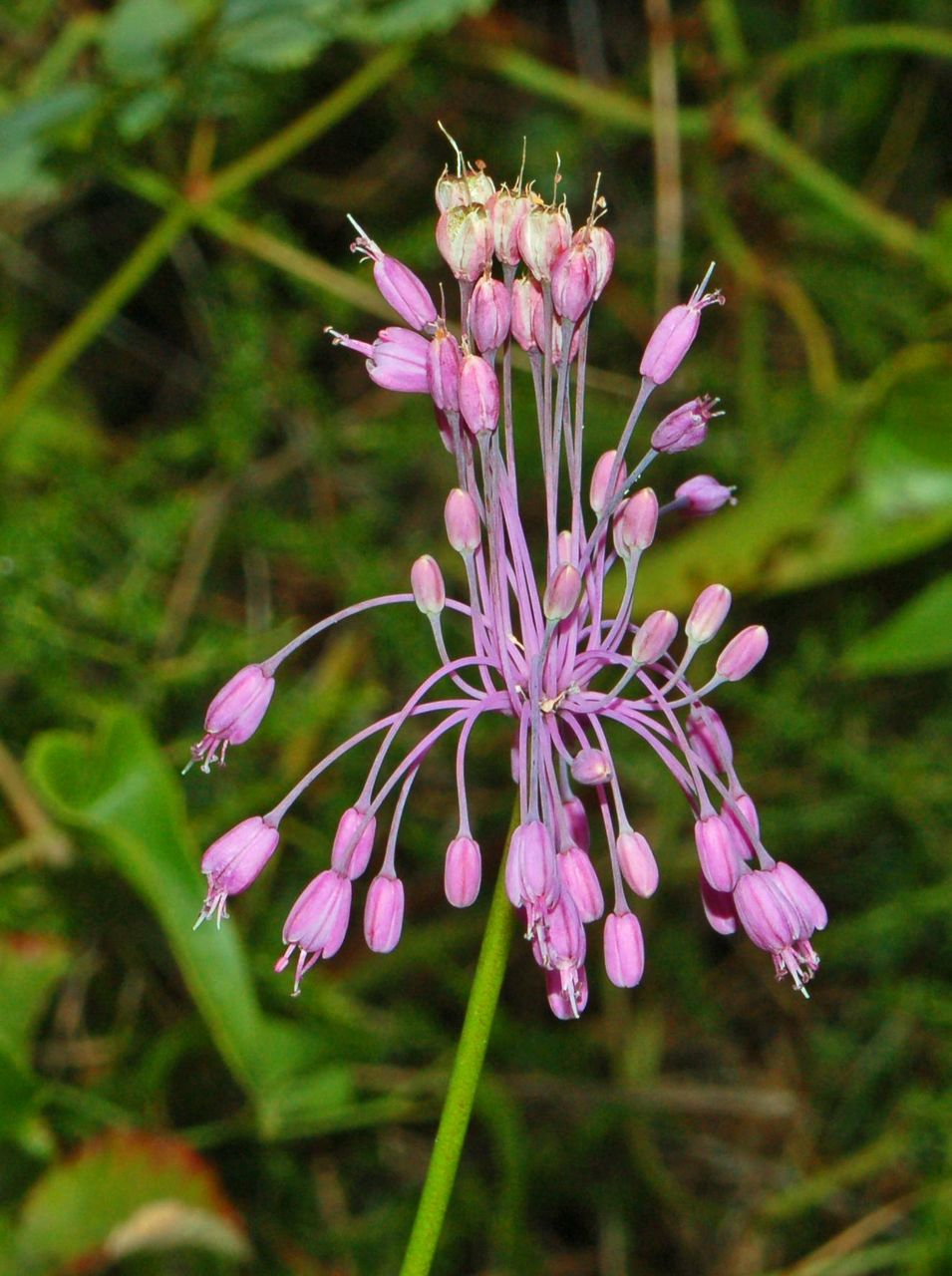
Inflorescencia

## Descripción
Allium carinatum es una planta perenne que alcanza un tamaño de  20-60 cm de altura. Tiene un bulbo ovoide sencillo, un poco hueco. Las hojas planas lineales, ligeramente acanaladas, áspera debajo y alrededor de los bordes. La inflorescencia con flores de color púrpura o rosa en umbelas.

## Distribución y hábitat
Se encuentra en lugares secos y arenosos, en el este de las Ardenas-Alpes Marítimos, Pirineos. Europa, Asia occidental.

## Taxonomía
Allium carinatum fue descrita por  Carlos Linneo y publicado en Species Plantarum: 297 (1753).
Etimología
Allium: nombre genérico muy antiguo. Las plantas de este género eran conocidos tanto por los romanos como por los griegos. Sin embargo, parece que el término tiene un origen celta y significa "quemar", en referencia al fuerte olor acre de la planta. Uno de los primeros en utilizar este nombre para fines botánicos fue el naturalista francés Joseph Pitton de Tournefort (1656-1708).
carinatum: epíteto latino que significa "con quilla".
Variedades aceptadas
- Allium carinatum subsp. carinatum
- Allium carinatum subsp. pulchellum (G.Don) Bonnier & Layens

Sinonimia
- Aglitheis carinata (L.) Raf.
- Cepa carinata (L.) Bernh.
- Codonoprasum carinatum (L.) Rchb.
- Raphione carinata (L.) Salisb[4]